# Fuchsbach (Queich)
Der Fuchsbach, der sich am Mittellauf in Druslach und Hofgraben aufteilt, ist eine etwa 10 km lange linke Ableitung der Queich in der Südpfalz (Rheinland-Pfalz), die im weiteren Verlauf zum linken Mündungsarm wird. Über Jahrhunderte diente das System der drei Wasserläufe der Bewässerung von Gemüsefeldern.

## Geographie

### Verlauf
Der Fuchsbach entsteht auf 126 m Höhe bei der Fuchsmühle im Süden der Gemarkung von Hochstadt durch Ableitung aus der Queich nach Nordosten.
Knapp 3 km weiter wird oberhalb von Zeiskam ein Drittel der Wassermenge des Fuchsbachs nach links als Hofgraben abgezweigt, zwei Drittel fließen als Druslach nach Osten und treten bei der Lachenmühle in den Bellheimer Wald ein. Die Druslach ist im Süden von Lingenfeld auf etwa 200 m zu einem Woog aufgestaut; mit dem Stauwasser wurde früher die Lochmühle betrieben, deren Nachfolgegebäude östlich unterhalb des Staudamms steht.
1 km östlich und auf 96 m mündet die Druslach auf der Höhe der Rheininsel Grün in den Lingenfelder Altrhein, der ober- und unterhalb mit dem Rhein verbunden ist.
Der 8 km lange Hofgraben erreicht nordöstlich von Zeiskam die Ortsgemeinde Lustadt und fließt dann nördlich parallel zur Druslach durch Westheim und Lingenfeld. Dort mündet er 1 km nördlich der Druslach auf 95 m in dieselbe Altrheinschlinge wie diese.

### Zuflüsse
Fuchsbach, Druslach und Hofgraben haben keine auf den amtlichen Karten festgehaltenen Zuflüsse. Die Wasserläufe wurden allerdings großflächig zur Bewässerung der örtlichen Gemüsefelder eingesetzt. Zu diesem Zweck gibt es an vielen Stellen noch kleine Ableitungen, deren nicht verbrauchtes Wasser später wieder zurückmündet. Das Bewässerungssystem, von dem die nördlich und unterhalb von Zeiskam gelegenen Gemeinden ebenfalls profitierten und dem auch die oben erwähnte Lochmühle ihre Existenz verdankte, überdauerte bis 1954, als die Beregnung der Felder eingeführt wurde.
Im Bellheimer Wald mündet von rechts eine vom Hauptlauf der Queich kommende Flutmulde in die Druslach. Die Flutmulde wurde zwischen 2004 und 2009 angelegt, um das Stadtgebiet von Germersheim von Hochwasser zu entlasten. Die für 11,1 m³/s dimensionierte Flutmulde folgt einer Schneise für Hochspannungsleitungen. Die Druslach verläuft im Bellheimer Wald in einem engen Kerbtal, so dass nur punktuelle Anpassungsmaßnahmen notwendig waren, um den zusätzlichen Abfluss aufzunehmen.

## Geschichte
Lokal wurde der Fuchsbach auch „Gnadenwasser“ genannt. Eine örtliche Sage berichtet, ein altes Mütterchen aus Zeiskam habe im Jahre 1428 dem Pfalzgrafen Ludwig III. als Geschenk einen Korb mit Karotten überbracht. Zum Dank habe es sich eine „Gnade“ ausbitten dürfen. Das Mütterchen soll für seinen Wohnort den Wunsch nach einer Bewässerungsöffnung von der Queich her „in der Größe eines Fuchsloches“ geäußert haben. Dieses Fuchsloch, in Stein gehauen und in das linke Queichufer eingesetzt, habe dem neuen Wasserlauf den Namen gegeben.
Eine Nachbildung des sagenhaften Fuchsloches ist im Zeiskamer Sängerheim Alter Bauernhof ausgestellt.